# Clockers
Clockers – powieść kryminalna autorstwa amerykańskiego pisarza Richarda Price’a, wydana w 1992. Nominowana do nagrody National Book Critics Circle. Akcja powieści rozgrywa się w stanie New Jersey.
Na podstawie Clockers, Spike Lee nakręcił w 1995 film o tym samym tytule (w Polsce znany jako Ślepy zaułek).